# Cavadinești
Cavadinești – wieś w Rumunii, w okręgu Gałacz, w gminie Cavadinești. W 2011 roku liczyła 1424 mieszkańców.